# Laccophilus nodieri
Laccophilus nodieri är en skalbaggsart som beskrevs av Régimbart 1895. Laccophilus nodieri ingår i släktet Laccophilus och familjen dykare. Inga underarter finns listade i Catalogue of Life.